# Water Babies
Water Babies è una raccolta del musicista statunitense Miles Davis pubblicato nel 1976.

## Descrizione
L'album contiene materiale inedito registrato in due sessioni differenti, nel 1967 e nel 1968, con due diverse formazioni: acustica ed elettrica.
Pubblicato durante il periodo di ritiro dalle scene di Miles Davis nella seconda metà degli anni settanta, si tratta di una compilation di brani sparsi stilisticamente diversi l'uno dall'altro in quanto "scarti" di registrazioni di sessioni precedenti di brani lasciati fuori dagli album del periodo, incisi lungo un periodo di diciotto mesi, dalle sessioni per Nefertiti del quintetto del 1967 al periodo sperimentale di transizione verso il periodo elettrico tra Filles de Kilimanjaro e In a Silent Way (fine 1968).
Poiché queste registrazioni furono pubblicate anni dopo l'effettiva data di registrazione, le tre composizioni di Wayne Shorter incise durante le sessioni del 1967 fecero la loro prima apparizione ufficiale su disco nel 1969 nell'album di Shorter Super Nova in alcune versioni molto più sperimentali e free jazz.

## Tracce
LP 1976
1. Water Babies – 5:06 (Wayne Shorter)
2. Capricorn – 8:26 (Wayne Shorter)
3. Sweet Pea – 7:59 (Wayne Shorter)
4. Two Faced – 18:00 (Wayne Shorter)
5. Dual Mr. Tillmon Anthony – 13:20 (Miles Davis, Tony Williams)

CD 2002
1. Water Babies – 5:06 (Wayne Shorter)
2. Capricorn – 8:26 (Wayne Shorter)
3. Sweet Pea – 7:59 (Wayne Shorter)
4. Two Faced – 18:00 (Wayne Shorter)
5. Dual Mr. Anthony Tillmon Williams Process – 13:20 (Miles Davis, Tony Williams)
6. Splash – 10:05 (Miles Davis)

## Formazione
- Miles Davis - tromba
- Wayne Shorter - sax tenore, sax soprano
- Herbie Hancock - piano
- Ron Carter - basso
- Tony Williams - batteria
- Chick Corea & Herbie Hancock - piano elettrico (tracce 4-6)
- Dave Holland - basso (tracce 4-6)